# 舊奧斯特羅皮利

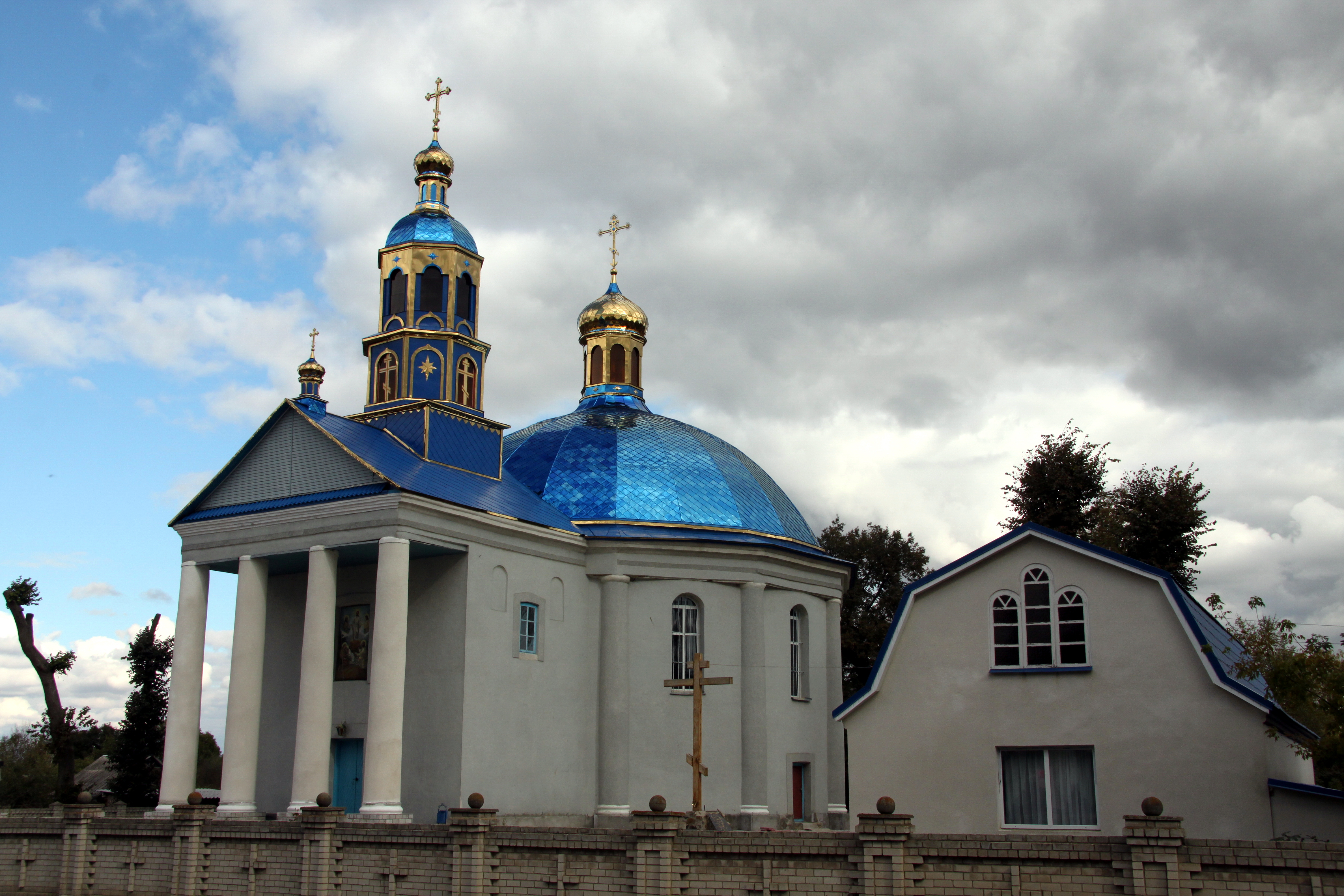
教堂

49°48′23″N 27°33′23″E / 49.80639°N 27.55639°E
舊奧斯特羅皮利（羅馬化：Staryi Ostropil）是位於烏克蘭西部的村莊，由赫梅利尼茨基州裡赫梅利尼茨基區的舊奧斯特羅皮利市鎮負責管轄，並為該市鎮的行政中心。該村面積4.485平方公里，海拔高度262米，2001年人口1,374。